# Johann Anton zu Hardegg

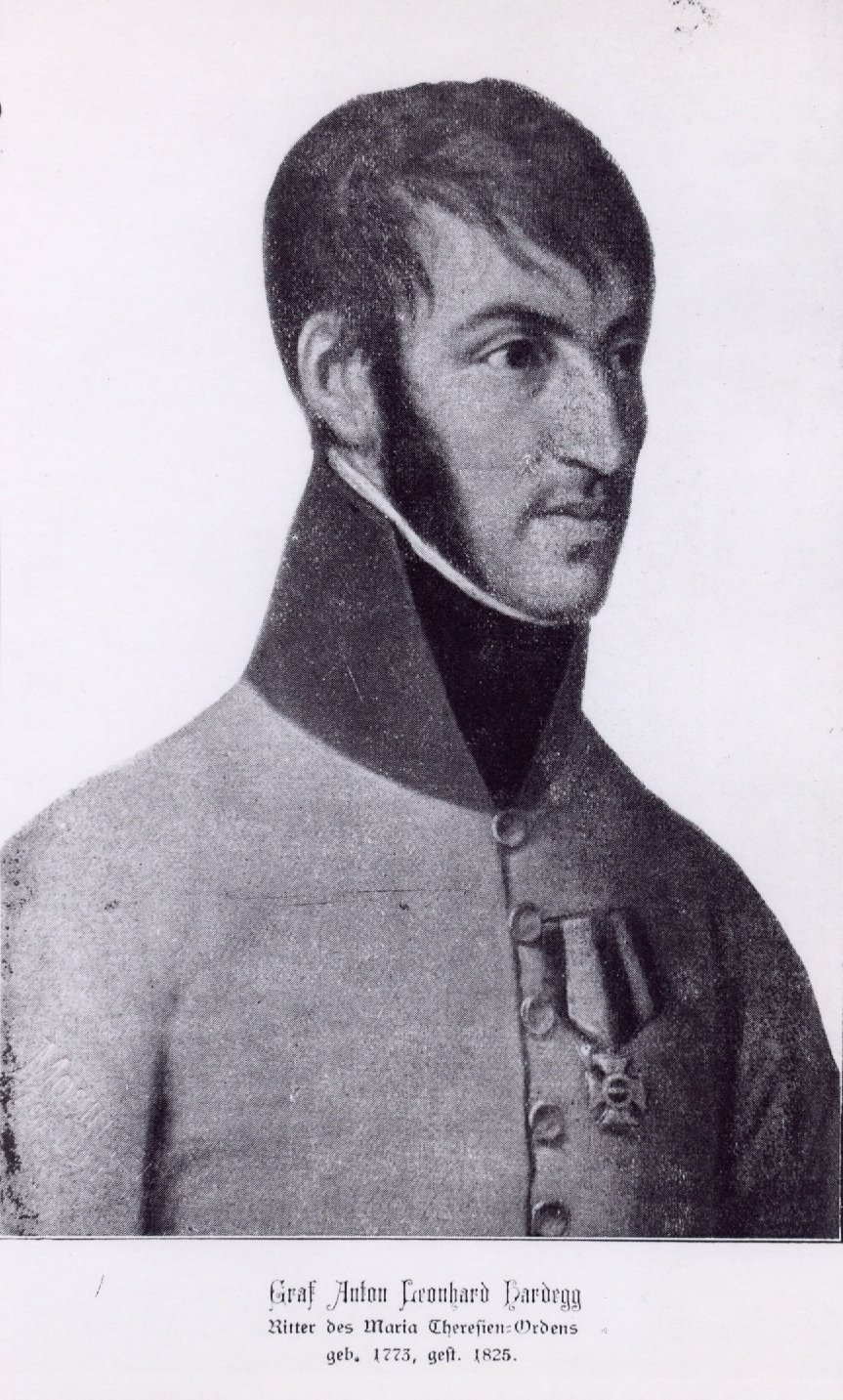

Johann Anton Leonhard Graf von Hardegg-Glatz und im Machlande (* 8. Oktober 1773 in Wien; † 26. Dezember 1825 ebenda) war ein österreichischer Feldmarschallleutnant und Ritter des Maria-Theresien-Ordens.

## Leben
Der neunte Sohn des Grafen Johann Anton Conrad Hardegg und dessen Gemahlin Augustine Gräfin Wilczek entstammte dem alten niederösterreichischen Adelsgeschlecht Hardegg aus der Stetteldorfer Linie. Seine beiden Brüder Ignaz Franz (1772 – 1848) und Johann Heinrich (1778 – 1854) erreichten ebenfalls hohe Positionen im österreichischen Militär.
1789 trat er als Fähnrich in das Infanterie-Regiment Nr. 30 (de Ligne) ein und wurde am 24. Juli 1789 zum Leutnant und am 1. April 1790 zum Oberleutnant ernannt. Nachdem er bei den Kaiser-Chevauxlegers- und Meszaros-Ulanen gedient hatte, wechselte er im Mai 1796 in das italienische Pionier-Bataillon, wo er sich als Hauptmann bei Vallegio auszeichnete. Während der Belagerung von Mantua durch die Franzosen stand er unter Wurmser bei sechs Ausfällen an der Spitze der Avantgarde. Am 17. August 1799 wurde er zum Major ernannt, kämpfte im Juni vor Turin und stand im August bei den Belagerungstruppen vor Serravalle. Im Januar 1801 wurde er zum Oberstleutnant und wechselte nach der Verkleinerung des Pionierkorps zur Kavallerie.
Im Feldzug von 1805 zeichnete er sich unter Erzherzog Karl in der Schlacht bei Caldiero (29. bis 31. Oktober) mit seinen Kaiser-Chevauxlegers-Reiterei derartig aus, dass er im April 1806 mit dem Ritterkreuz des Maria Theresien-Ordens ausgezeichnet wurde.
Im Feldzug von 1809 kommandierte er als Oberst das Dragoner-Regiment Leveneur, das am 19. April den Rückzug der Österreicher bei Arndorf deckte und bei Klosterrohr erfolgreiche Gegenangriffe ansetzte. Nach seiner Teilnahme an der Schlacht von Aspern wurde er am 24. Mai 1809 zum Generalmajor befördert. Am 16. Mai 1812 wurde er vorzeitig verabschiedet, trat aber nach Österreichs Kriegseintritt auf Seiten der Koalition am 26. Juli 1813 wieder in den Heeresdienst ein. In der Schlacht von Leipzig (16. bis 18. Oktober 1813) hatte er sich persönlich derartig hervorgetan, dass er noch auf dem Schlachtfeld zum Feldmarschallleutnant ernannt wurde. Als Führer einer eigenen Division rückte er im Januar 1814 über den Rhein und führte seine Truppen in der Schlacht bei Brienne (31. Jänner und 1. Februar), bei Ardusson (10. Februar), in Gefecht bei Mormant (17. Februar) und in der Schlacht bei Bar-sur-Aube (27. Februar). Am 8. März wurde Bray eingeschlossen, am 18. März kämpfte er noch bei Fère-Champenoise und am 21. März in der Schlacht bei Arcis-sur-Aube (21. März), wo er am Kopfe verwundet wurde und sein Kommando an Generalmajor von Geramb abgeben musste. Nach dem Frieden führte er noch eine Division in Ungarn, bevor er am 16. November 1817 endgültig seinen Abschied nahm und 1825 frühzeitig mit erst 52 Jahren verstarb. Johann Anton von Hardegg-Glatz war auch Träger des Großkreuzes des russischen Sankt Anna-Ordens und des Kommandeurkreuzes des bayerischen Max Joseph-Ordens.